# Bohuslav Čáp
Bohuslav Čáp (26. října 1925, Borová u Náchoda – 11. června 1997, Praha) byl český herec, v letech 1967–1989 člen činohry Národního divadla. Z filmu je znám zejména rolí ševce v pohádce Pyšná princezna, nejnavštěvovanějšího československého filmu všech dob.

## Život
Během 2. světové války dostudoval obchodní školu a poté byl totálně nasazen. Od mládí hrál v Náchodě ochotnicky divadlo. Po válce se rozhodl pro profesionální divadelní dráhu, od roku 1945 hrál nejprve v Náchodě, poté vystřídal několik oblastních divadel (Jihlava 1946/1947, Kladno 1949/1950, Olomouc 1950–1961, Ostrava 1961–1966). V roce 1967 se stal členem činoherního souboru pražského Národního divadla, kde i po svém odchodu do důchodu (v roce 1989) pohostinsky vystupoval až do své smrti.
Měl charakteristický herecký projev, který dokreslovala menší zavalitá postava, melancholicky laděná dikce i mírně zastřený hlas a posmutnělé oči. To vše jej do jisté míry předurčovalo k tvorbě podobných typů postav (komediálních i dramatických).
Do českého filmu vstoupil v roce 1952 svojí rolí v dodnes populární filmové pohádce Pyšná princezna, kde hrál ševce, který králi Miroslavovi půjčí své šaty. V československém filmu se objevoval poté ponejvíce koncem 60. a na počátku 70. let, v pozdějších dobách hrával téměř výhradně v Československé televizi, kde vytvořil celou řadu menších rolí. Poměrně výraznou roli tubisty a kapelníkova kamaráda si zahrál v televizním seriálu Dispečer. V závěru života vytvořil řadu rolí v českých televizních pohádkách, například hrál rádce v pohádce Princové jsou na draka.

## Dílo (výběr)

### Divadlo
- Zimní pohádka – Autolycus
- Děti slunce – Pavel Fjodorovič Protasov
- Kupec benátský – Lancelot Gobbo
- Paličova dcera – starý Melichar
- Strakonický dudák – král Aleonoros
- Lucerna – muzikant Sejtko
- Kočka na rozpálené plechové střeše – reverend Tooker
- Král Lear – stařec
- Zadržitelný vzestup Artura Uie – Hook
- Naši furianti – Marek
- Vstanou noví bojovníci – Materna
- Rukojmí – dobrovolník
- Krvavý soud – Holý

### Televize
- Hříšní lidé města pražského (1969) 9. epizoda Turecké náušnice – pan Wintr
- Dispečer (1971–1972) – Augustýn Švidrnoch

### Film
- Pyšná princezna (1952) – švec
- Pěnička a Paraplíčko (1970) – nuselský policejní komisař, velitel policejního zásahu
- Smrt talentovaného ševce (1982, dle románu Václava Erbena z roku 1978) – malíř